# ГП-30
ГП-30 «Обувка» (Взуття) (Індекс ГРАУ — 6 Г21) — 40-мм підствольний гранатомет, прийнятий на озброєння СРСР у 1989 році.
Призначений для ураження осколковими безгільзовим боєприпасами ВОГ-25, ВОГ-25П відкрито розташованої, а також такої що знаходиться у відкритих окопах, траншеях, на зворотних схилах місцевості живої сили настильним і навісним вогнем. Має у два-три рази більшу практичну скорострільність в порівнянні з закордонним аналогом — M203 (США) за рахунок дульного заряджання.
Ударно-спусковий механізм самозводного типу. Приціл механічний відкритого типу, що враховує деривацію гранати. На відміну від ГП-25, приціл розташований праворуч і не вимагає перемикання на дальності. На відміну від ГП-25 гранатомет ГП-30 «Взуття» менш трудомісткий у виробництві, загальна маса гранатомета зменшена на 260 г, змінена конструкція прицілу.
У штатному виконанні гранатомет застосовується при установці його на АК-74 (АКС-74), АК-74М, АКМ (АКМС), АК-101, АК-103, АК-107, АК-108, АН-94, АЕК-971. Можлива доробка та встановлення гранатомета на інші моделі автоматичних гвинтівок та автоматів.

## Бойове застосування

### Російсько-українська війна
Під час відбиття великої московитської навали в 2022 році поблизу населеного пункту Димер на Київщині спецпризначенці ГУР МО України знищили колону Росгвардії. Залишені окупантами в розбитих машинах документи 748 окремого батальйону оперативного призначення Росгвардії (в/ч 6912, м. Хабаровськ) серед яких був атестат з переліком наявної в підрозділі зброї. В переліку було названо, зокрема, гранатомет ГП-30 (6Г21).